# Élections législatives de 2022 à Mayotte
Les élections législatives françaises de 2022 se déroulont les 12 et 19 juin. À Mayotte, deux députés sont à élire dans le cadre de deux circonscriptions.

## Contexte

### Résultats de l'élection présidentielle de 2022 par circonscription
| Circonscription | 1er tour | 1er tour | 1er tour  |         | 2d tour | 2d tour |
| Circonscription | Macron   | Le Pen   | Mélenchon | Macron  | Le Pen  |         |
| --------------- | -------- | -------- | --------- | ------- | ------- | ------- |
| Circonscription |          |          |           |         |         |         |
| 1re             | 19,60 %  | 37,58 %  | 27,53 %   | 45,33 % | 54,67 % |         |
| 2e              | 14,75 %  | 46,84 %  | 21,05 %   | 37,38 % | 62,62 % |         |

## Système électoral
Les élections législatives ont lieu au scrutin uninominal majoritaire à deux tours dans des circonscriptions uninominales.
Est élu au premier tour le candidat qui réunit la majorité absolue des suffrages exprimés et un nombre de voix au moins égal au quart (25 %) des électeurs inscrits dans la circonscription. Si aucun des candidats ne satisfait ces conditions, un second tour est organisé entre les candidats ayant réuni un nombre de voix au moins égal à un huitième des inscrits (12,5 %) ; les deux candidats arrivés en tête du premier tour se maintiennent néanmoins par défaut si un seul ou aucun d'entre eux n'a atteint ce seuil. Au second tour, le candidat arrivé en tête est déclaré élu.
Le seuil de qualification basé sur un pourcentage du total des inscrits et non des suffrages exprimés rend plus difficile l'accès au second tour lorsque l'abstention est élevée. Le système permet en revanche l'accès au second tour de plus de deux candidats si plusieurs d'entre eux franchissent le seuil de 12,5 % des inscrits. Les candidats en lice au second tour peuvent ainsi être trois, un cas de figure appelé « triangulaire ». Les second tours où s'affrontent quatre candidats, appelés « quadrangulaire » sont également possibles, mais beaucoup plus rares.

### Partis et nuances
Les résultats des élections sont publiées en France par le ministère de l'Intérieur, qui classe les partis en leur attribuant des nuances politiques. Ces dernières sont décidées par les préfets, qui les attribuent indifféremment de l'étiquette politique déclarée par les candidats, qui peut être celle d'un parti ou une candidature sans étiquette.
En 2022, seuls les coalitions Ensemble (ENS) et Nouvelle Union populaire écologique et sociale (NUP), ainsi que le Parti radical de gauche (RDG), l'Union des démocrates et indépendants (UDI), Les Républicains (LR), le Rassemblement national (RN) et Reconquête (REC) se voient attribués des nuances propres,,.
Tous les autres partis se voient attribués l'une ou l'autre des nuances suivantes : DXG (divers extrême gauche), DVG (divers gauche), ECO (écologiste), REG (régionaliste), DVC (divers centre), DVD (divers droite), DSV (droite souverainiste) et DXD (divers extrême droite). Des partis comme Debout la France ou Lutte ouvrière ne disposent ainsi pas de nuances propres, et leurs résultats nationaux ne sont pas publiés séparément par le ministère, car mélangés avec d'autres partis (respectivement dans les nuances DSV et DXG),.

## Résultats

### Élus
| Circonscription | Député sortant    | Parti | Parti | Groupe | Député élu ou réélu | Parti | Parti | Groupe |
| --------------- | ----------------- | ----- | ----- | ------ | ------------------- | ----- | ----- | ------ |
| 1re             | Ramlati Ali       |       | LREM  | LREM   | Estelle Youssouffa  |       | SE    | LIOT   |
| 2e              | Mansour Kamardine |       | LR    | LR     | Mansour Kamardine   |       | LR    | LR     |

### Résultats à l'échelle du département

#### Résultats par coalition
| Parti et coalition                                           | Parti et coalition                                                   | Parti et coalition                                                   | Premier tour | Premier tour | Premier tour | Second tour   | Second tour   | Second tour | Total Sièges  | +/-           |  |
| Parti et coalition                                           | Parti et coalition                                                   | Parti et coalition                                                   | Voix         | %            | Sièges       | Voix          | %             | Sièges      | Total Sièges  | +/-           |  |
| ------------------------------------------------------------ | -------------------------------------------------------------------- | -------------------------------------------------------------------- | ------------ | ------------ | ------------ | ------------- | ------------- | ----------- | ------------- | ------------- |  |
|                                                              |                                                                      | Les Républicains (LR)                                                | 9 357        | 24,62        | 0            | 14 250        | 33,65         | 1           | 1             | en stagnation |  |
| Total Union de la droite et du centre (UDC)                  | Total Union de la droite et du centre (UDC)                          | 9 357                                                                | 24,62        | 0            | 14 250       | 33,65         | 1             | 1           | en stagnation |               |  |
|                                                              |                                                                      | Agir                                                                 | 4 098        | 10,78        | 0            |               |               |             | 0             | Nv            |  |
|                                                              | La République en marche (LREM)                                       | 1 194                                                                | 3,14         | 0            | 0            | Nv            |               |             |               |               |  |
| Total Ensemble (ENS)                                         | Total Ensemble (ENS)                                                 | 5 292                                                                | 13,92        | 0            | 0            | en stagnation |               |             |               |               |  |
|                                                              | Mouvement pour le développement de Mayotte (MDM) - hors accord NUPES | Mouvement pour le développement de Mayotte (MDM) - hors accord NUPES | 4 219        | 11,10        | 0            | 9 806         | 23,15         | 0           | 0             | en stagnation |  |
|                                                              | Le Temps d'agir (LTA)                                                | Le Temps d'agir (LTA)                                                | 3 011        | 7,92         | 0            |               |               |             | 0             | Nv            |  |
|                                                              |                                                                      | Mouvement pour le développement de Mayotte (MDM)                     | 1 409        | 3,71         | 0            | 0             | en stagnation |             |               |               |  |
|                                                              | La France insoumise (LFI)                                            | 1 062                                                                | 2,79         | 0            | 0            | en stagnation |               |             |               |               |  |
| Total Nouvelle Union populaire écologique et sociale (NUPES) | Total Nouvelle Union populaire écologique et sociale (NUPES)         | 2 471                                                                | 6,50         | 0            | 0            | 1             |               |             |               |               |  |
|                                                              | Le Rassemblement (R976)                                              | Le Rassemblement (R976)                                              | 1 194        | 3,14         | 0            | 0             | Nv            |             |               |               |  |
|                                                              | Parti social mahorais (PSM)                                          | Parti social mahorais (PSM)                                          | 1 178        | 3,10         | 0            | 0             | en stagnation |             |               |               |  |
|                                                              | Rassemblement national (RN)                                          | Rassemblement national (RN)                                          | 567          | 1,49         | 0            | 0             | en stagnation |             |               |               |  |
|                                                              |                                                                      | Solidarité et progrès (S&P)                                          | 81           | 0,21         | 0            | 0             | Nv            |             |               |               |  |
| Total La Raison du Peuple (LRDP)                             | Total La Raison du Peuple (LRDP)                                     | 81                                                                   | 0,21         | 0            | 0            | Nv            |               |             |               |               |  |
|                                                              | Ensemble pour les libertés (EPL)                                     | Ensemble pour les libertés (EPL)                                     | 12           | 0,03         | 0            | 0             | Nv            |             |               |               |  |
|                                                              | Sans étiquette (SE)                                                  | Sans étiquette (SE)                                                  | 10 628       | 27,96        | 0            | 18 296        | 43,20         | 1           | 1             | 1             |  |
|                                                              |                                                                      |                                                                      |              |              |              |               |               |             |               |               |  |
| Suffrages exprimés                                           | Suffrages exprimés                                                   | Suffrages exprimés                                                   | 38 010       | 92,67        |              | 42 352        | 92,42         |             |               |               |  |
| Votes blancs                                                 | Votes blancs                                                         | Votes blancs                                                         | 1 256        | 3,06         | 1 415        | 3,09          |               |             |               |               |  |
| Votes nuls                                                   | Votes nuls                                                           | Votes nuls                                                           | 1 749        | 4,26         | 2 058        | 4,49          |               |             |               |               |  |
| Total                                                        | Total                                                                | Total                                                                | 41 015       | 100          | 0            | 45 825        | 100           | 2           | 2             | en stagnation |  |
| Abstentions                                                  | Abstentions                                                          | Abstentions                                                          | 51 594       | 55,71        |              | 46 887        | 50,57         |             |               |               |  |
| Inscrits/Participation                                       | Inscrits/Participation                                               | Inscrits/Participation                                               | 92 609       | 44,29        | 92 712       | 49,43         |               |             |               |               |  |

#### Résultats par nuance
| Nuance                 | Nuance                 | Nuance                 | Premier tour | Premier tour | Premier tour | Second tour | Second tour   | Second tour | Total Sièges | +/-           |
| Nuance                 | Nuance                 | Nuance                 | Voix         | %            | Sièges       | Voix        | %             | Sièges      | Total Sièges | +/-           |
| ---------------------- | ---------------------- | ---------------------- | ------------ | ------------ | ------------ | ----------- | ------------- | ----------- | ------------ | ------------- |
|                        | Les Républicains       | LR                     | 9 357        | 24,62        | 0            | 14 250      | 33,65         | 1           | 1            | en stagnation |
|                        | Divers centre          | DVC                    | 9 048        | 23,80        | 0            | 9 806       | 23,15         | 0           | 0            | Nv            |
|                        | Divers                 | DIV                    | 6 949        | 18,28        | 0            | 18 296      | 43,20         | 1           | 1            | 1             |
|                        | Divers gauche          | DVG                    | 5 348        | 14,07        | 0            |             |               |             | 0            | en stagnation |
|                        | Ensemble !             | ENS                    | 5 292        | 13,92        | 0            | 0           | en stagnation |             |              |               |
|                        | Divers droite          | DVD                    | 1 449        | 3,81         | 0            | 0           | en stagnation |             |              |               |
|                        | Rassemblement national | RN                     | 567          | 1,49         | 0            | 0           | en stagnation |             |              |               |
|                        |                        |                        |              |              |              |             |               |             |              |               |
| Suffrages exprimés     | Suffrages exprimés     | Suffrages exprimés     | 38 010       | 92,67        |              | 42 352      | 92,42         |             |              |               |
| Votes blancs           | Votes blancs           | Votes blancs           | 1 256        | 3,06         | 1 415        | 3,09        |               |             |              |               |
| Votes nuls             | Votes nuls             | Votes nuls             | 1 749        | 4,26         | 2 058        | 4,49        |               |             |              |               |
| Total                  | Total                  | Total                  | 41 015       | 100          | 0            | 45 825      | 100           | 2           | 2            | en stagnation |
| Abstentions            | Abstentions            | Abstentions            | 51 594       | 55,71        |              | 46 887      | 50,57         |             |              |               |
| Inscrits/Participation | Inscrits/Participation | Inscrits/Participation | 92 609       | 44,29        | 92 712       | 49,43       |               |             |              |               |

### Résultats par circonscription

#### Première circonscription
Député sortant : Ramlati Ali (La République en marche).
| Candidat                 | Candidat                 | Parti                    | Nuance                   | Premier tour | Premier tour | Second tour | Second tour |
| Candidat                 | Candidat                 | Parti                    | Nuance                   | Voix         | %            | Voix        | %           |
| ------------------------ | ------------------------ | ------------------------ | ------------------------ | ------------ | ------------ | ----------- | ----------- |
|                          | Estelle Youssouffa,      | SE                       | DIV                      | 3 471        | 21,04        | 12 180      | 66,57       |
|                          | Théophane Narayanin      | SE                       | DIV                      | 2 920        | 17,70        | 6 116       | 33,43       |
|                          | Ahamadi Boura            | SE                       | DVG                      | 2 596        | 15,74        |             |             |
|                          | Issihaka Abdillah        | LR (UDC)                 | LR                       | 2 398        | 14,54        |             |             |
|                          | Yasmina Aouny            | MDM (NUPES)              | DVG                      | 1 409        | 8,54         |             |             |
|                          | Mohamed Moindjié         | R976 - LREM diss.        | DVC                      | 1 194        | 7,24         |             |             |
|                          | Ramlati Ali              | LREM (ENS)               | ENS                      | 1 194        | 7,24         |             |             |
|                          | Elad Chakrina            | PSM - LR diss.           | DVD                      | 1 178        | 7,14         |             |             |
|                          | Ismaila Djaza            | SE                       | DIV                      | 124          | 0,75         |             |             |
|                          | Antoine Autran           | EPL                      | DIV                      | 12           | 0,07         |             |             |
|                          |                          |                          |                          |              |              |             |             |
| Votes valides            | Votes valides            | Votes valides            | Votes valides            | 16 496       | 93,58        | 18 296      | 93,99       |
| Votes blancs             | Votes blancs             | Votes blancs             | Votes blancs             | 493          | 2,80         | 506         | 2,60        |
| Votes nuls               | Votes nuls               | Votes nuls               | Votes nuls               | 638          | 3,62         | 664         | 3,41        |
| Total                    | Total                    | Total                    | Total                    | 17 627       | 100          | 19 466      | 100         |
| Abstention               | Abstention               | Abstention               | Abstention               | 25 207       | 58,85        | 23 400      | 54,59       |
| Inscrits / participation | Inscrits / participation | Inscrits / participation | Inscrits / participation | 42 834       | 41,15        | 42 866      | 45,41       |

#### Deuxième circonscription
Député sortant : Mansour Kamardine (Les Républicains).
| Candidat                 | Candidat                 | Parti                    | Nuance                   | Premier tour | Premier tour | Second tour | Second tour |
| Candidat                 | Candidat                 | Parti                    | Nuance                   | Voix         | %            | Voix        | %           |
| ------------------------ | ------------------------ | ------------------------ | ------------------------ | ------------ | ------------ | ----------- | ----------- |
|                          | Mansour Kamardine        | LR (UDC)                 | LR                       | 6 959        | 32,35        | 14 250      | 59,24       |
|                          | Issa Issa Abdou          | MDM                      | DVC                      | 4 219        | 19,61        | 9 806       | 40,76       |
|                          | Madi-Boinamani Madi Mari | Agir (ENS)               | ENS                      | 4 098        | 19,05        |             |             |
|                          | Soula Said-Souffou       | LTA                      | DVC                      | 3 011        | 14,00        |             |             |
|                          | Ali Djaroudi             | LFI (NUPES)              | DVG                      | 1 062        | 4,94         |             |             |
|                          | Mouhamadi Mchami         | SE                       | DVC                      | 624          | 2,90         |             |             |
|                          | Saïdali Hamissi          | RN                       | RN                       | 567          | 2,64         |             |             |
|                          | Mouhamed Abdou           | SE                       | DIV                      | 422          | 1,96         |             |             |
|                          | Anli Madi Ngazi          | SE                       | DVG                      | 281          | 1,31         |             |             |
|                          | Toumbou Maurice          | SE                       | DVD                      | 190          | 0,88         |             |             |
|                          | Ahumad Salime            | S&P (LRdP)               | DVD                      | 81           | 0,38         |             |             |
|                          |                          |                          |                          |              |              |             |             |
| Votes valides            | Votes valides            | Votes valides            | Votes valides            | 21 514       | 91,99        | 24 056      | 91,26       |
| Votes blancs             | Votes blancs             | Votes blancs             | Votes blancs             | 763          | 3,26         | 909         | 3,45        |
| Votes nuls               | Votes nuls               | Votes nuls               | Votes nuls               | 1 111        | 4,75         | 1 394       | 5,29        |
| Total                    | Total                    | Total                    | Total                    | 23 388       | 100          | 26 359      | 100         |
| Abstention               | Abstention               | Abstention               | Abstention               | 26 387       | 53,01        | 23 487      | 47,12       |
| Inscrits / participation | Inscrits / participation | Inscrits / participation | Inscrits / participation | 49 775       | 46,99        | 49 846      | 52,88       |